# Fikret Orman
Fikret Orman (1 januari 1967, Istanboel) is een Turkse zakenman en is anno 2013 de voorzitter van de voetbalvereniging Beşiktaş JK. Hij heeft gestudeerd op de Technische Universiteit Yıldız en op de Universiteit van Florida. In maart 2012 werd Orman verkozen als voorzitter van de club Beşiktaş en volgde daar zo dus Yıldırım Demirören op.

## Trainers onder Orman
- Samet Aybaba
- Slaven Bilić
- Şenol Güneş